# Jandi
Jandi (ros. Янди) – wieś w Rosji, w Czeczenii, w rejonie aczchoj-martanowskim. W 2010 liczyła 2488 mieszkańców, wśród których 2471 zadeklarowało narodowość czeczeńską, a 16 osób nie wskazało żadnej.